# Diário Fluminense
O Diário Fluminense foi um periódico publicado entre 21 de maio de 1824 e 24 de abril de 1831 pela Imprensa Nacional do Rio de Janeiro.
Sucedeu ao Diário do Governo e foi por ele sucedido.
O Diário Fluminense era um órgão de defesa de Dom Pedro I e do governo em geral. Nelson Werneck Sodré refere: «Na direita conservadora alinham-se os órgãos da imprensa áulica, agora conhecida como absolutista, tendo à frente, na Corte, o Diário Fluminense (...)»